# Байла, Уго
Уго Байла Сэм (англ. Hugo Buyla Sam; род. 8 марта 2005, Сарагоса, Испания) — футболист Экваториальной Гвинеи, защитник клуба «Аталанта» и сборной Экваториальной Гвинеи.
Старший брат Уго — Янник тоже профессиональный футболист.

## Клубная карьера
Байла — воспитанник клубов «Сарагоса» и итальянского «Аталанта». В 2023 году игрок выступал за юношеский состав последних. В том же году Байла на правах аренды перешёл в «Сампдорию». 31 октября в поединке Кубка Италии против «Салернитаны» Уго дебютировал за основной состав. 

## Международная карьера
9 января 2024 года в товарищеском матче против сборной Джибути Байла дебютировал за сборную Экваториальной Гвинеи.